# Ischyropsalis navarrensis
Ischyropsalis navarrensis is een hooiwagen uit de familie Ischyropsalididae.